# Schottky-defect
Een Schottky-defect is een bepaald type puntdefect in een kristalrooster. Het is genoemd naar de Duitse fysicus Walter Hermann Schottky.
Het effect ontstaat wanneer tegengesteld geladen ionen hun roosterposities verlaten, waardoor een vacature ontstaat. Deze vacatures worden in stoichiometrische eenheden gevormd, zodat de lading in het ionenkristal overal geneutraliseerd is. De vacatures kunnen dan zelfstandig en vrij bewegen. Normaal zullen dergelijke vacatures leiden tot een verlaging van de dichtheid van het kristal. De volgende vergelijkingen – in de Kröger-Vinknotatie – beschrijven het ontstaan van Schottky-defecten in TiO2 en BaTiO3.
Ø {\displaystyle \Leftrightarrow V_{Ti}''''+2V_{O}^{\bullet \bullet }}
Ø {\displaystyle \Leftrightarrow V_{Ba}''+V_{Ti}''''+3V_{O}^{\bullet \bullet }}
Dit kan schematisch worden geïllustreerd aan de hand van nevenstaande tweedimensionale diagrammen van het natriumchloride-rooster.

## Definitie
Indien in een ionenkristal van het type A+B– evenveel kationen als anion ontbreken, zodat het geheel elektrisch neutraal blijft en de stoichiometrie behouden blijft, spreekt men van een Schottky-defect. Het is zowel een vacaturedefect (ten gevolge van ontbrekende ionen) als een stoichiometrisch defect (daar de verhouding tussen het aantal kationen en het aantal anionen gelijk blijft. Het treedt alleen op in kristallen die
- sterk ionisch zijn,
- een klein verschil in grootte tussen kationen en de anionen vertonen,
- en die een hoog coördinatiegetal hebben.

Voorbeelden zijn natriumchloride (NaCl), kaliumchloride (KCl), cesiumchloride (CsCl), kaliumbromide (KBr), zilverchloride (AgCl), enz.
Uit onderzoek blijkt dat NaCl bij kamertemperatuur één Schottky-defect per 1016 ionen heeft.

## Effect op de dichtheid
Door het Schottky-defect is het werkelijke aantal ionen in het kristal kleiner dan het maximale aantal. Daardoor is de dichtheid kleiner dan normaal.